# Hagmans Konditori (CD)
Hagmans Konditori är en liveinspelad tre-spårs CD utgiven 2011 av Galenskaparna och After Shave från revyn med samma namn.
Sång av Anders Eriksson, Jan Rippe, Knut Agnred, Per Fritzell och Pernilla Emme.

## Låtförteckning
Alla låtar är skrivna av Claes Eriksson.
1. "Du kan bli nåt". Sång: Anders, Jan, Knut, Per och från mitten till slutet Pernilla.
2. "Konditorn". Sång: Pernilla med kör: Anders, Jan, Knut, Per.
3. "Sitter vi kanske här om 50 år?". Sång: Anders, Jan, Knut och Per.